# NGC 5023
NGC 5023 (również PGC 45849 lub UGC 8286) – galaktyka spiralna (Sc), znajdująca się w gwiazdozbiorze Psów Gończych. Została odkryta 9 kwietnia 1787 roku przez Williama Herschela. Galaktyka ta należy do grupy galaktyk M94.

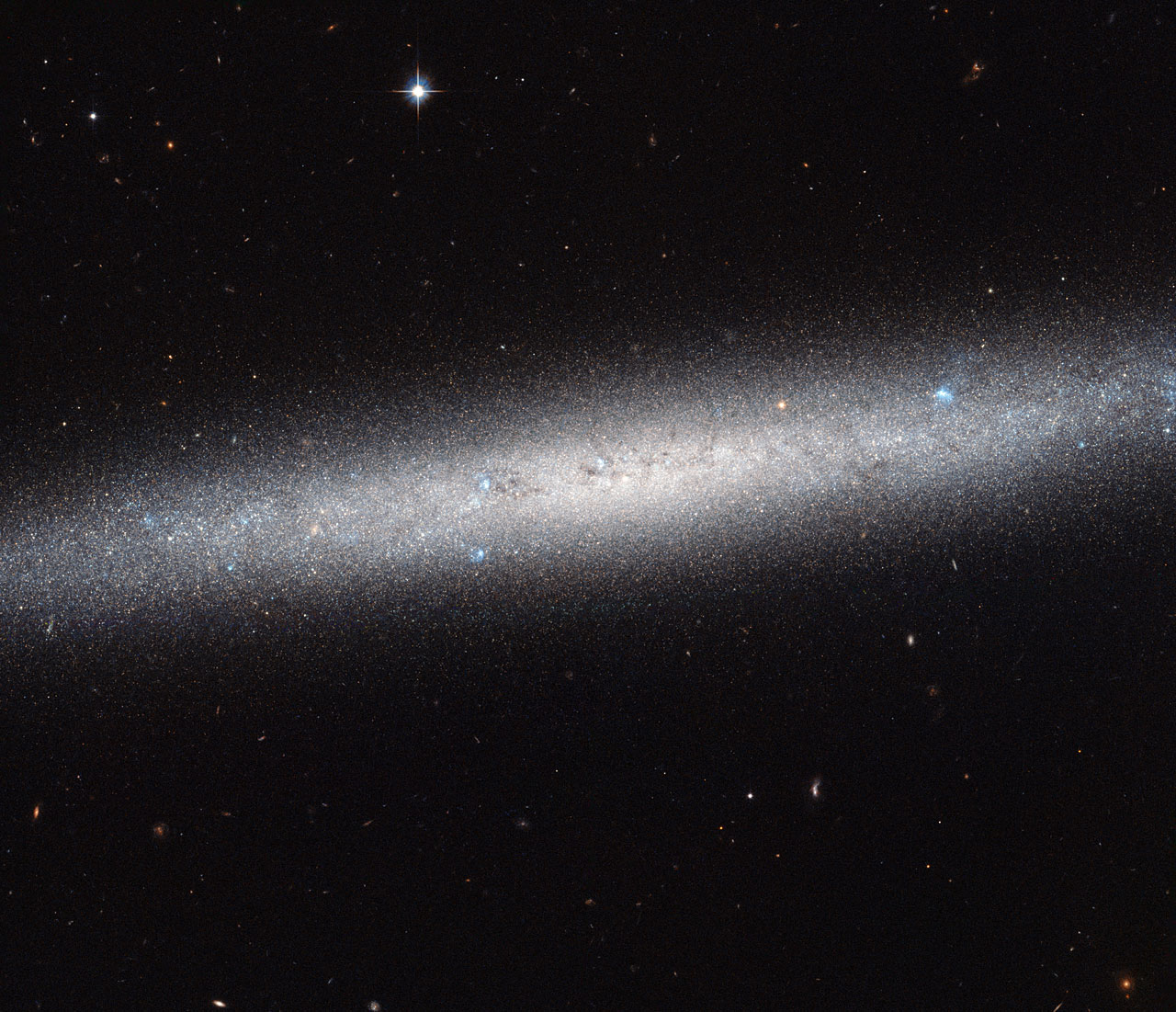
Centralna część galaktyki widziana przez HST